# Табуа
Табуа (порт.  Tábua; ['tabuɐ]) — посёлок городского типа в Португалии, центр одноимённого муниципалитета в составе округа Коимбра. Находится в составе крупной городской агломерации Большая Коимбра. Численность населения — 3 тыс. жителей (посёлок), 12,5 тыс. жителей (муниципалитет). Посёлок и муниципалитет входит в экономико-статистический регион Центр и субрегион Пиньял-Интериор-Норте. По старому административному делению входил в провинцию Бейра-Литорал.
Праздник посёлка — 10 апреля.

## Расположение
Посёлок расположен в 59 км на северо-восток от адм. центра округа города Коимбра.
Муниципалитет граничит:
- на севере — муниципалитет Каррегал-ду-Сал
- на востоке — муниципалитет Оливейра-ду-Ошпитал
- на юге — муниципалитет Арганил
- на западе — муниципалитет Пенакова
- на северо-западе — муниципалитет Санта-Комба-Дао

## Население
| Население муниципалитета Табуа (1801—2004) | Население муниципалитета Табуа (1801—2004) | Население муниципалитета Табуа (1801—2004) | Население муниципалитета Табуа (1801—2004) | Население муниципалитета Табуа (1801—2004) | Население муниципалитета Табуа (1801—2004) | Население муниципалитета Табуа (1801—2004) | Население муниципалитета Табуа (1801—2004) | Население муниципалитета Табуа (1801—2004) |
| ------------------------------------------ | ------------------------------------------ | ------------------------------------------ | ------------------------------------------ | ------------------------------------------ | ------------------------------------------ | ------------------------------------------ | ------------------------------------------ | ------------------------------------------ |
| 1801                                       | 1849                                       | 1900                                       | 1930                                       | 1960                                       | 1981                                       | 1991                                       | 2001                                       | 2004                                       |
| 2287                                       | 5633                                       | 18 371                                     | 16 530                                     | 15 869                                     | 13 456                                     | 13 101                                     | 12 602                                     | 12 452                                     |

## История
Поселок основан в 1514 году.

## Районы
В муниципалитет входят следующие районы:
1. Кандоза
2. Карапинья
3. Коваш
4. Ковелу
5. Эшпариш
6. Меда-де-Моруш
7. Мидойнш
8. Моронью
9. Пиньейру-де-Кожа
10. Повуа-де-Мидойш
11. Синде
12. Сан-Жуан-да-Боа-Вишта
13. Табуа
14. Вила-Нова-де-Оливейринья
15. Азере